# Finn konyhaművészet
A finn konyha általában ötvözi a hagyományos északi életmódból és a helyben fellelhető alapanyagokból álló vidékies ételeket és a mai modern kor ételkészítési eljárásait. A halak és a különböző húsféleségek igen fontos szerepet játszanak az ország egyes részein, míg más területeken előtérbe kerülnek a gombás, vagy gyümölcsös ételek. A Karéliából származó menekültek által behurcolt ételek széles körben elterjedtek az országban. A finn ételekhez gyakran teljes kiőrlésű gabonaféléket használnak, mint például rozst, árpát és zabot, valamint különféle bogyós gyümölcsöket, mint például a fekete áfonya, a vörös áfonya, a szeder és a homoktövis. A tejet és a belőle készült különböző tejtermékeket változatos formákban használják ételek és italok készítéséhez. Míg korábban főleg fehérrépát használtak az országban a főzéshez, ez a 18. században megváltozott, amikor is áttértek a burgonyára.

## Növényi ételek
A gabonanövények mellett fontosabb növény volt a kerekrépa, a káposzta, a karórépa, a burgonya, a borsó, a bab. Hagymát csak fűszernek használtak. A vadontermő növények közül az erdei gombákat és bogyókat fogyasztották valamelyest a csalánt is. A burgonya elterjedése jelentős változást idézett elő. Termelésének általánossá válásával csökkent a kerekrépa és káposzta termelése és fogyasztása. Régies készítési mód volt a bélelt gödörben kövön sütés, amit később is ideiglenesen alkalmaztak, de kerekrépát, répát és burgonyát hússal különféle levesekben ‘soppa’ is fogyasztottak. Adalékanyag volt a tej, a hagyma, valamint rozs- vagy árpaliszt. Borsóból és babból is főztek levest csontos húsokkal. Nyár elején csalánlevest is ettek, amibe árpadarát és tejet tettek. Burgonyalisztet is csináltak, amiből különböző tejes pépeket főztek. Adalékanyag só és a hagyma lehetett. Kerekrépából, karórépából és krumpliból főztek még kását is, só és vaj hozzáadásával. Csináltak sütőben sült rakott ételeket is. Alighanem orosz példára sózott káposztát tettek el télire is. Az erdei bogyók között a piros áfonyának volt jelentősége a táplálkozásban. Nagy mennyiséget gyűjtöttek téli fogyasztásra is. Vízben, nyersen tartósították. Télen a víz megfagyott. Ugyanígy tárolták a mocsári szedret ‘lakka’ is. A többi erdei bogyót kizárólag nyáron fogyasztották. A feketeáfonyát kis mennyiségben tárolták, és emésztési zavarok orvoslására alkalmazták. A gombaszedés csak az 1920-as évektől lett általános, propaganda révén.

## Lisztételek, kenyér és más sütemények

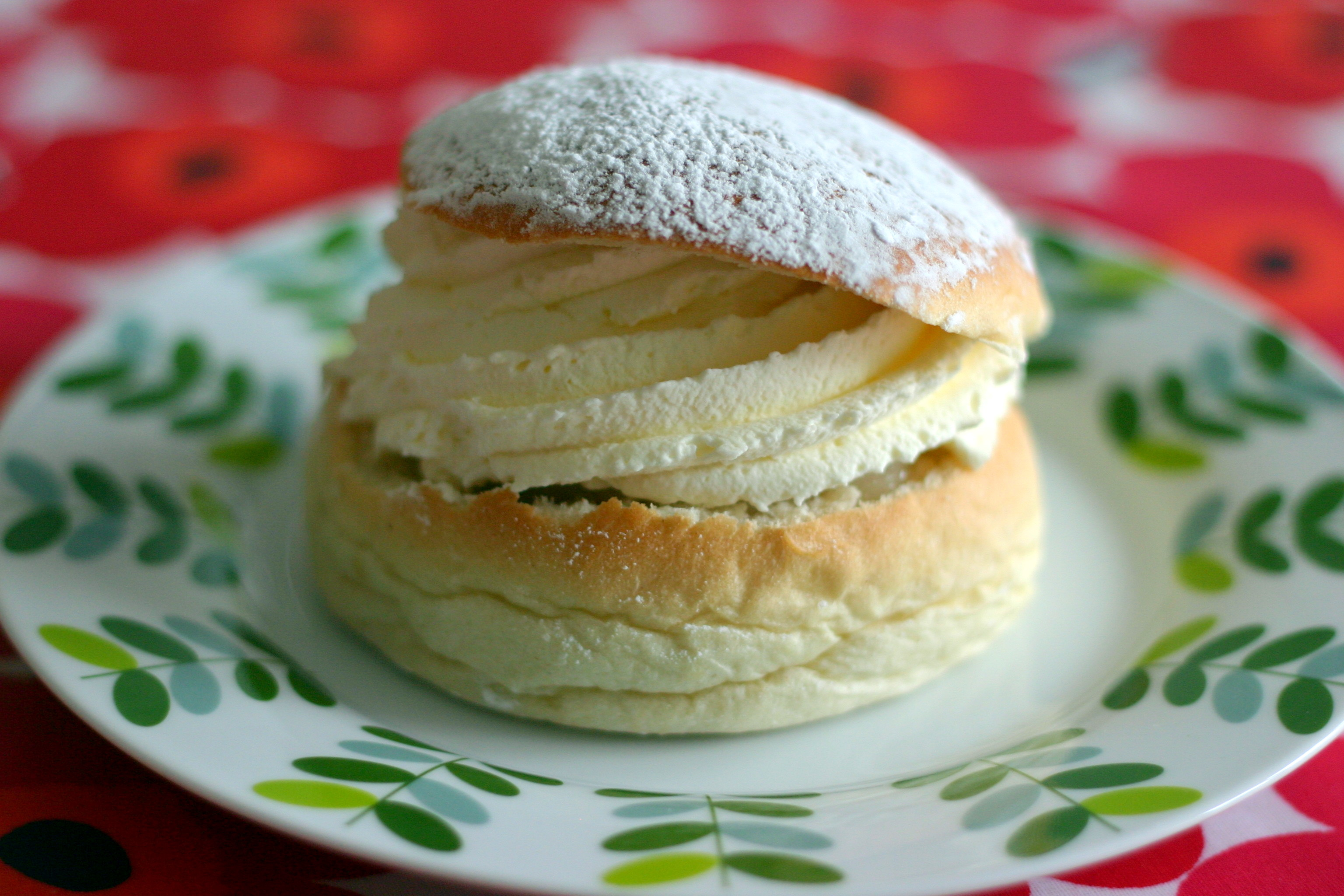
Laskiaispulla

A legkezdetlegesebb lisztételeket pusztán lisztből és vízből készítették. Később sóval is ízesítették. Az egész Kelet- Európában ismert lisztétel ‘talkkuna’ (vagy tolokno) hasonló, egyszerű lisztétel volt, de a lisztet szaunákban főtt és szárított gabonából készítették. Ma már egész Finnország által ismert az eredetileg délnyugat származású mämmi ‘malátakása’, mely a középkorban a húsvétot megelőző nagyböjti étel volt. A mämmi-t rozslisztből és árpamalátából készítik, amit vízbe kevernek és kemencében, nyírkéreg tálcában megsütik. Eredetileg főzeléknek számít , mégis a lisztételekhez soroljuk.
A legfontosabb lisztétel mégis a rozslisztkása volt, de árpa és zablisztet is használtak. Az árpakása korábban nem volt mindenütt ismert, később mégis általánossá vált egész Finnországban. Kását főztek kerekrépából, borsóból és burgonyából, vagy burgonyával kevert rozslisztből. A népi táplálkozásban a kása esti, az árpadara kása pedig szombati étel volt. Pépet főztek lisztből, és karjalában savanyúkenyér hozzáadásával savanyították őket. Az ország nyugati részein lisztből készítettek italt is úgy hogy maláta -vagy rozslisztet meleg vízbe kevertek és hagyták állni és savanyodni. Sűrűbb formáját ételként ették aludttej helyett.
A köznapi kenyér majdnem az egész országban a kemencében sütött savanyú rozskenyér volt. Viszont ismerték és később is fogyasztottak vékony lepényszerű savanyítatlan kenyeret ‘kokkoja’. Árpa- vagy zablisztből sütötték és más alkalmi kenyerek módjára tűzön vagy forró kövön süthették. Szombatonként és ünnepnapokon sütöttek savanyítatlan, keletlen árpakenyeret is. Később az árpakenyeret általában kelesztették, és ebből következett a hiivaleipä ‘élesztőskenyér’ elnevezés. Délen sütöttek úgynevezett aludttejes keletlen kenyeret piimärieskát aludttejbe kevert lisztből. Zabliszt használatával a kenyér porhanyós lett. Karjalában hajdina kenyeret is sütöttek. Az ország nyugati részein sütöttek főként rozslisztből vagy rozs- és malátalisztből édes-savanykás kenyeret. Az édesítés úgy történt, hogy a lisztet forró vízbe keverték, és a tésztából vastag cipókat sütöttek, amiket zsírral vagy sziruppal kentek meg.
A búzakenyeret meglehetősen későn kezdték el fogyasztani. Száraz búzakenyeret pirítósként ettek. Sütemények közül a legismertebb a perec volt, azok közül is leghíresebbek a már XVII. században ismert viipuri perecek. Az orosz kereskedelem hatására megindult különféle sütemények fogyasztása. A mézeskalácsot viszont már a középkorban is ismerhették.
A pirog történeti adatok hiányában feltehető, hogy kulturális kölcsönzés által lett ismert a középkorban. A héjat általában rozsból, de néha árpa és búzalisztből is sütötték. Tölteléknek többek között burgonyapépet, bogyós gyümölcsöt, árpadarát, rizsdarát használtak. A kalakukko ‘halcipó’ egy zárt, kerek sütemény, melyet leginkább hallal töltöttek, valamint disznóhús darabokkal. A tölteléket kerek, nyújtott rozstészta lapra teszik, és a széleket összezárják. Tölteléknek halon kívül húst, gombát, burgonyát, kerekrépát, répát, káposztát is használtak. Lappföldi megfelelője a silakkaleipä ‘heringkenyér’, ami két rozslap közé tett sózott hering, amit kemencében sütöttek meg.

## A hal- hús- és vérételek
A sózott hal mindenütt a legfontosabb ételnek számított. Kenyérrel vagy burgonyával ették. Halat általában tűzön sütöttek vasnyárson. A serpenyőben sütés lényegesen újabb szokás. Szárított halat használtak útravaló eledelnek, de leginkább levesekben ették friss halként. A lóhús kivételével minden más állat húsát felhasználták táplálkozásukban, bár a nyúlhúst nem becsülték sokra. Finnország egyes részén a madár- és tyúkhúst sem tartották sokra. A partvidéken ettek fókahúst, valahol még mókushúst is. A szegénység miatt bekövetkezett éhínség hatására a hatóságok propagandát folytattak a lóhús fogyasztása végett, ám ez elég sikertelennek bizonyult. Kisebb változást ért el viszont amikor elkezdték árusítani az olcsó lókolbászt. A sózott húst inkább levesekben ették burgonyával, káposztával és répával. Sülteket csak ünnepekkor ettek, mint például karácsonykor. Karjalában feldarabolt húst korsóban vagy fazékban kemencében sütöttek; ezt a karjalai sültet ‘karjalanpaisti’ ma is kínálják éttermekben. Korábban ünnepi ételnek számított a húsgombóc is. 
Vérből is rengetegféle ételt készítettek. Véren és són kívül rozs- vagy árpalisztet használtak, és a tésztát kemencében sütötték meg. Később a tésztából sütöttek véres lepényt is vagy vékony lukas kenyereket, amit nyárson szárítottak. Ezek száradással kőkemények lettek és ha használni akarták vagy megfőzték vagy beáztatták őket. A véres tésztából készítettek még kis labdákat vagy süteményeket, amelyeket vízben megfőztek.

## A tejgazdálkodás
A tejet régebben csak sajt és vaj formában használták. Csak a kisgyerekek ittak tejet. Az aludttej vízzel keverve köznapi italnak számított. Kecsketejet csak saját készítésre használtak. Birka fejéséről és juhsajtról csak alkalmi említések találhatók.

## Italok
Általános ital volt nyírlé, amit tavasszal ittak. Juharnedvet ritkán fogyasztottak. Délnyugat-Finnországban általános ital volt a liszt és maláta hozzáadásával készült nyírlésör. Nyugat-Finnországban nagy hatással volt a népi sörkészítésre a skandináv és német sörkészítési technika. Használtak árpamalátát vagy rozsmalátát, amelyből forró víz segítségével cefrét ‘mäski’ készítettek. Az ország délnyugati részein a cefrét forró kövön melegítették, később főzték. A tiszta sörcefrét ‘vierre’ megőrizték és komlós vizet kevertek hozzá, és utána sörélesztővel erjesztették.
A kávéivás a rendekhez tartozók körében vált ismertté a XVIII. század közepén, ám a XIX. század végéig csak az ünnepnapok itala volt, utána hamar a mindennapok italává vált. Olyannyira, hogy az étkezési rendet is megváltoztatta. A tea is a rendekhez tartozók körében vált ismertté röviddel a kávé előtt. A mindennapi teaivás viszont csak az ország délkeleti részein vált általánossá. A pálinka a hadsereg valamint a rendekhez tartozók közvetítésével lett ismert. Főzéséhez leginkább gabonát (rozs- és zabliszt 2:1 arányban) használtak. A XIX. században a házi pálinkafőzést betiltották.

## A mindennapi étel és az ünnepi étel
Az ország nagy részén sokáig a kenyér (rozs- és árpakenyér), a sóshal, az aludttej és a kása, valamint a pépek és levesek számítottak mindennapi ételeknek. Vaj ritkán került az asztalra, valamint a hús is. Ünnepnapokon voltak inkább megszokottak. Általában szombat este és vasárnaponként jobb ételeket ettek, és színesebben táplálkoztak. Az 1900-as évek elején a korábban ünnepi ételek közé tartozók egyre gyakrabban kerültek a köznapi asztalra. Ilyenek voltak a húsgombócok, a gombócos leves, a rakott ételek, a heringsaláta és az utóételek. A gyertyaszentelőhöz (II. 2.) hozzátartozott az árpakása Közép- Finnországban, míg északon a húsleves (borsó és húsleves) a véreshurka és a szalonnás palacsinta is, melyek a farsangi ételekhez is hozzátartoztak. A farsangi gombócot rendi körökben a XVIII. század végétől ismerték (ún. “hetväg” forró tejjel). 
A hagyományos húsvéti ételek közül a malátakása a katolikus kor böjti hagyományait tükrözi, hasonlóan a halhoz. A húsvétnapot és a böjt végét pedig véreshurkával, húsételekkel, és rakott ételekkel ünnepelték. Húsvéti tojást csak alkalmanként fogyasztottak, madártojást viszont gyűjthettek és készítettek tojásételeket pünkösdre. Akkor több tejet is használtak sajtok és sajtpépek készítésére. Nem nagyon volt külön, Iván-napi étel. Az aludttej volt a legáltalánosabb, de tojásételeket, tojásos sajtot és tejpépet is készítettek. Mihály-napot báránysülttel vagy bárányhús levessel ünnepelték. A karácsonyi étel bőséges volt. Kemencesült, később karácsonyi sonka, lúgoshal (Délnyugat-Finnország), árpa- és zab-, és később rizsdarából készült kása, valamint burgonya, káposzta vagy rakott ételek. Későbbi újítás lett a mazsola- és a fügeleves. Fontosnak számított a házilag készült karácsonyi sör. Az ünnepi ételeket vidéken keresztelőn, lakodalomban, temetéskor vagy konfirmációkor ették. Ma már a temetéseken lemondtak az étkezésről és rendszerint csak kávét kínálnak.

## Az étkezési idő és az ülésrend
Napjában két meleg ételt ettek a középkori Finnországban, reggel és este. A XVII. század végén tértek át a háromszori meleg étkezésre (nyáron négy). A legkorábbi étkezés a reggeli volt (suurus vagy murkina) reggel 7 és 9 között. Tartalmazott kenyeret, sóshalat és innivalót, valamint kását vagy pépet is és később burgonyát és mártást. A délit (félnapi-puolipäiväinen/villás reggeli-lounas) 13 és 14 óra között ették. Ez régebben még hideg étel volt, főként a mezei munkások körében. A harmadik étkezés az esti (iltanen/ ehtoollinen) 18 órakor, nyáron később, 19 és 21 óra között volt. Ilyenkor meleg ételt, főként levest pépet, kását vagy burgonyát és sóshalat kínáltak. Nyáron a vacsora és a villásreggeli között 16 órakor hideg ételt ettek.
A közös asztalnál hagyományos ülésrendet követtek, akár úgy, hogy a férfinép az asztal felső végén a nők meg az alsó végén ültek, vagy úgy hogy a férfiak falipadon a nők az asztal másik oldalán különálló padon ültek. A gazda helye általában az asztalfőn volt, vagy a férfiak padján a felsővégen, a gazdasszony helyét általában nem határozták meg, mivel ő intézte a tálalást. Különböző vidékeken a nők a férfiak után ettek, és a gyerekeknek külön egy kisebb asztalnál a kemence mellett volt helyük.
A kenyeret kenyérkosárban tették az asztalra, a korsót vagy a kannát ivásra (sör vagy aludttej), valamint sót nyírkéreg palackban vagy sótartóban. Az ételt kivájt fatálból kínálták általában. Mindenkinek megvolt a maga kése, kanala. Tölgyfából vagy kőrisfából készült fatányérokat köznap nem használtak. Mindenki ugyanabból a tálból evett és ugyanabból a kannából ittak. A parasztházakban már volt az 1600-as, 1700-as évektől a faedényeken kívül ezüstkupák, óntányérok, -tálak, és kancsók valamint kő-, porcelán- és üvegedények, de ezeket csak lakomában használták, vagy ha vendégek jöttek.

## Az ételkészítés
Az ételt általánosan a szoba kemencéjének tűzhelyén vagy a kandallóban készítették, nyáron még a XIX. században az udvaron található főzőkunyhóban is. Az ételt leginkább fazékban főzték. Az öntöttvas fazekak a középkorban valamint az 1500-as és 1600-as években váltak általánossá. A vas sütőserpenyő meglehetősen kései jelenség, miként a marhahús, a disznóhús, a hal sütése is. A húst és halat süthették vasnyárson is, nyílt tűzön és rostélyon egyaránt. Mindkettőt ismerték már a középkorban is. A liszt és dara elkészítéséhez kézikövet és mozsarat használtak. Már a népvándorlás korából találtak örlőköveket és a kerekített kézikövek is vaskoriak. Az ételkészítés technikai feltételei vidéken általánosan kezdtek javulni, amikor a vas tűzhelyek a múlt század fordulója táján használatba kerültek és amikor a vidéki házakban különféle konyhákat kezdtek felszerelni.

## Tárolás és tartósítás
Az ételeket mindig akkor szerezték be, amikor kaphatóak voltak, és úgy tárolták őket télre. A csűrben a szárított gabonafélék akár évekig is elálltak. A hús és hal tartósítására főleg négy eljárást alkalmaztak: a savanyítást, a füstölést, a sózást és az adatok szerint nagyon ritkán fagyasztottak. Míg hús savanyítására csak néhány adat van, és az is a legrégebbi forrásokból, addig a hal és hús szárítása nagyobb jelentőséggel bírt. A mai napig használatos ez a tartósító eljárás. A hús füstölése szaunákban történt, eleinte alacsony hőmérsékleten, nagyjából 1-2 hétig, aztán 2-3 napig erős melegben tartották. A XIX. század végétől áttértek a gyors, forró füstölésre, amikor a húst 3-4 napig nagy melegben tartották. 
A sózás számít a legújabb tartósító eljárásnak, mivel a só, amit ugyan már ismertek, behozatali áru volt. A sózást a XIX. században is még viszonylag ritkán alkalmazták. A sóhoz jutás könnyebbé válásával és a só árának csökkenésével lett egyre általánosabb a hús és a hal sózása. Vidéken általában egy évben egy állatot vágtak le. A vágás férfimunka volt. A belsőségeket, a hájat és a vért külön-külön dolgozták fel. A hájat feldarabolva és besózva a az állat gyomrába tömték, szorosan bekötötték és a kemencébe tették, ahol a meleg sültté lágyította. A belsőségeket megtisztították és sós vízben megfőzték. A vért általában rögtön vágás után felhasználták külön véres ételek készítésére. A hurkakészítés valójában a belsőségek, a hús, és a vér tartósítására szolgált.

## Fordítás
- Ez a szócikk részben vagy egészben  a   Finnish cuisine című angol Wikipédia-szócikk ezen változatának fordításán alapul.  Az eredeti cikk szerkesztőit annak laptörténete sorolja fel. Ez a jelzés csupán a megfogalmazás eredetét és a szerzői jogokat jelzi, nem szolgál a cikkben szereplő információk forrásmegjelöléseként.